# Hirtodrosophila latinokogiri
Hirtodrosophila latinokogiri är en tvåvingeart som först beskrevs av Toyohi Okada 1968.  Hirtodrosophila latinokogiri ingår i släktet Hirtodrosophila och familjen daggflugor. Inga underarter finns listade i Catalogue of Life.